# Transtorno de personalidade imatura
O transtorno de personalidade imatura (TPI  ) ou ainda perturbação de personalidade imatura é um diagnóstico do CID-10 caracterizado por falta de desenvolvimento emocional, baixa tolerância ao stress e ansiedade, incapacidade em aceitar responsabilidade e dependência de mecanismos de defesa inadequados para a idade. Este distúrbio tem "ganho destaque"   no século 21.  Está listado no "F60.8 Outros transtornos específicos da personalidade".  Um estudo na Dinamarca descobriu que, juntos, esses 6 "outros" tipos constituíam 2,4% de todos os diagnósticos de transtorno de personalidade atribuídos. 
Embora o transtorno de personalidade borderline seja o transtorno de personalidade mais comum entre aqueles que se automutilam de forma não suicida, a taxa geral de automutilação deliberada é mais alta entre aqueles com transtorno de personalidade imatura. 
Este transtorno foi notado por exibir "uma ausência de deficiência mental",  e demonstrar "respostas ineficazes às demandas sociais, físicas e psicológicas". 

## Características
A TPI envolve uma fraqueza do ego, que limita a capacidade de conter impulsos ou gerar adequadamente a ansiedade.  Estas pessoas não são capazes de integrar os fatores de agressividade e libido presentes noutras pessoas e, portanto, não são capazes de analisar as suas próprias experiências. 
Pode ser causado por uma imaturidade neurobiológica do funcionamento do cérebro, por um trauma na infância ou ainda por outros motivos. 

## Na legislação
Na década de 1980, observou-se que o transtorno de personalidade imatura era uma das doenças mais comuns invocadas pela Igreja Católica Romana para facilitar a anulamento de casamentos indesejados. 
Em 1978, David Augustine Walton foi julgado nos Barbados por matar duas pessoas que ofereceram boleia à sua mãe e à sua namorada após uma discussão, e alegou diminuição da capacidade resultante do seu distúrbio de personalidade imaturo. Mesmo assim, foi condenado por assassinato. 
Em 1989, um ex-funcionário do Departamento de Transporte de Wisconsin teve sua ação de discriminação arquivada, após alegar ter sido despedido por sofrer de transtorno de personalidade imaturo, bem como, de um fetiche sexual que o fazia colocar barras de chocolate por baixo dos rabos das mulheres que ele tinha de testar as capacidades de condução. 
Um caso australiano de 1994 a respeito dos benefícios de desemprego observou que embora "a mera aversão pessoal por determinado trabalho não seja relevante, uma condição (como transtorno de personalidade imatura) pode excluir perspectivas de outra forma adequadas". 

Em 2017, na Bélgica, um indivíduo cujo único diagnóstico era o transtorno de personalidade imatura foi autorizado a morrer por meio da eutanásia, que exige um diagnóstico médico de uma condição vitalícia que possa prejudicar o bem-estar do sofredor. 